# Tulangan (plaats)
Tulangan is een bestuurslaag in het regentschap Sidoarjo van de provincie Oost-Java, Indonesië. Tulangan telt 4044 inwoners (volkstelling 2010).